# 帛琉太平洋航空
帕勞太平洋航空（英語：Palau Pacific Airways）是一家以帛琉為基地的航空公司。帛琉太平洋航空於2014年11月開始營運，初期的資本額為五百萬美元，前身是帛琉航空，因換了新投資者所以新命名帛琉太平洋航空。經常與帛琉航空公司(已倒閉)混淆。帕勞太平洋航空曾用一架波音737-800客機經營香港航線，曾計畫未來擴展航點到關島及夏威夷等地，但因帛琉與中国关系問题，已停飛香港航線。2019冠狀病毒疫情爆發後，臺灣和帛琉達成「旅遊泡泡」協議，於2021年4月1日起和台灣虎航試租一架空中巴士A320-232飛航帛琉至臺北的航線。目前帛琉太平洋公司營運狀況未明，公認已為不存在的航空公司。

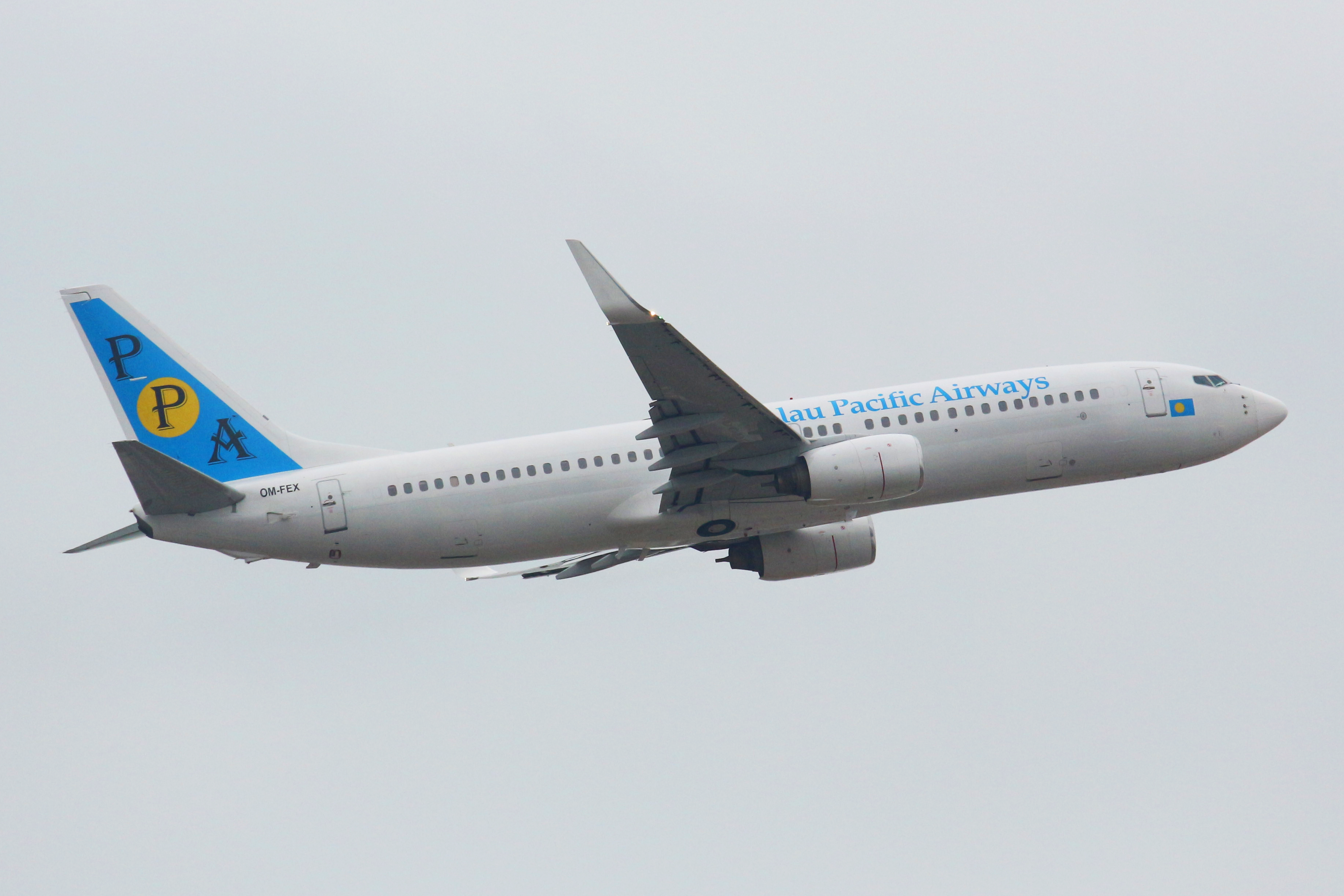
帕勞太平洋航空租用的Boeing 737-8Q8（註冊編號OM-FEX）執飛ED1167航班於香港國際機場07R跑道起飛

## 機隊
| 空中巴士A320-232 | 1 | 0 | 189 | 和台灣虎航試租 |

## 航点
帛琉太平洋航空停航前的航點如下：
| 國家     | 航點      | 備註     |
| -------- | --------- | -------- |
| 帛琉     | 帛琉      | 樞紐機場 |
| 中華民國 | 台北-桃園 |          |

## 停飛
2018年7月，母公司对国会表示，由于中共禁止大陸游客前往帕劳旅行，旅客数目减少，帕勞太平洋航空以商業理由停飛香港航線。